# Ключ 34
| 夂                     | 夂               | 夂               |
| ---------------------- | ---------------- | ---------------- |
| 33                     | 34               | 35               |
| Піньінь:               | zhǐ              | zhǐ              |
| Чжуїнь:                | ㄓˇ              | ㄓˇ              |
| Вейд-Джайлз:           | chih3            | chih3            |
| Ютпхін:                | zi1              | zi1              |
| Он:                    |                  |                  |
| Кун:                   |                  |                  |
| Кандзі:                | 冬頭 fuyugashira | 冬頭 fuyugashira |
| Хун:                   | 뒤져올 dwijeool  | 뒤져올 dwijeool  |
| Им:                    | 치 chi           | 치 chi           |
| Індекс у Вікісловнику: | 夂               | 夂               |

Ключ 34 — ієрогліфічний ключ, що означає йти і є одним із 31 (загалом існує 214) ключа Кансі, що складаються з трьох рисок.
У Словнику Кансі 11 символів із 40 030 використовують цей ключ.

## Символи, що використовують ключ 34

Як писати ієрогліф.

| кількість рисок | ієрогліфи |
| --------------- | --------- |
| без додаткових  | 夂        |
| 1 додаткова     | 夃        |
| 2 додаткові     | 処 处     |
| 3 додаткові     | 夅        |
| 4 додаткові     | 夆        |
| 5 додаткових    | 备        |
| 6 додаткових    | 夈        |